# アルバート記念碑

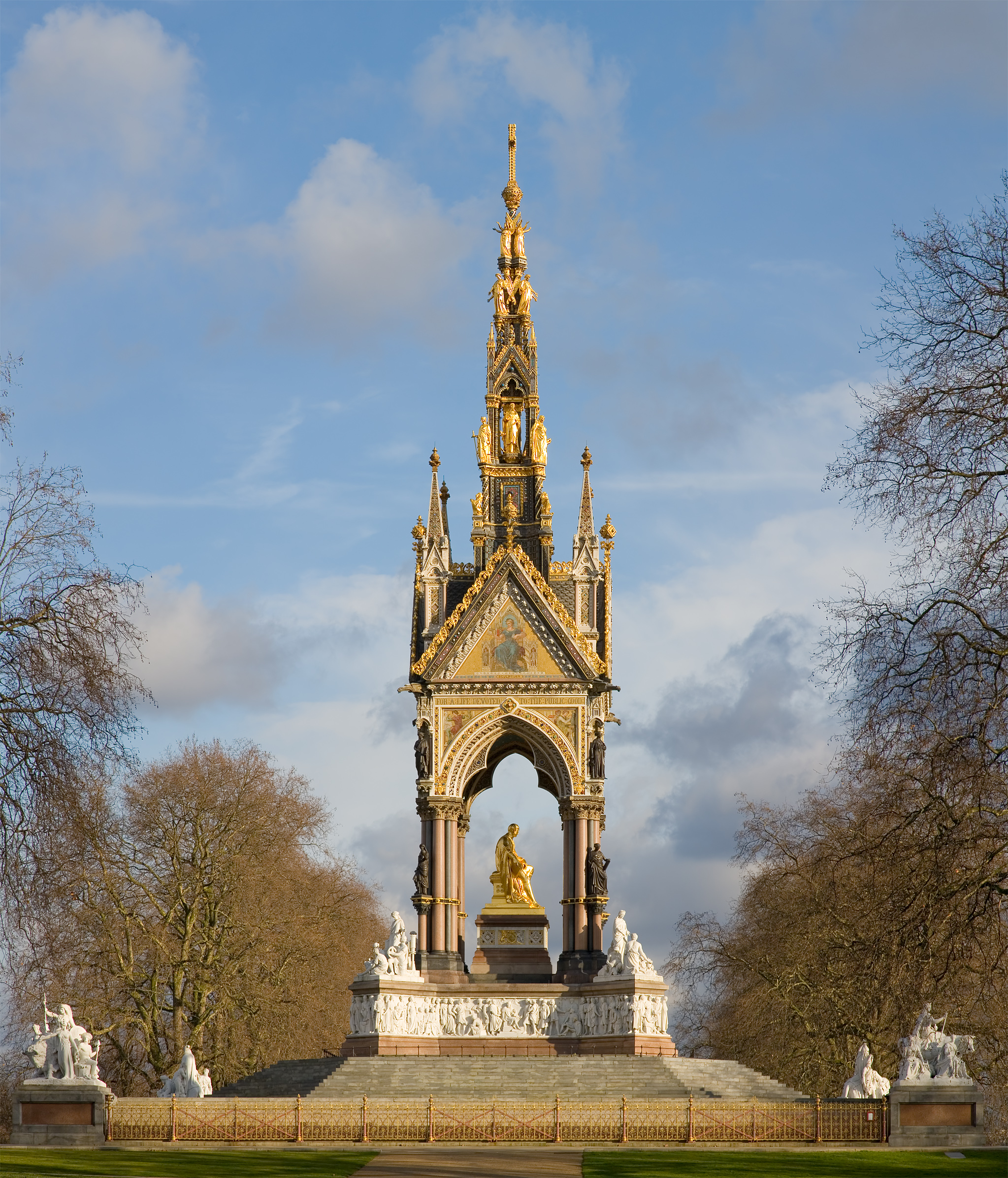
アルバート記念碑

アルバート記念碑（英: Albert Memorial）は、ロンドンのハイド・パーク内にあるヴィクトリア女王の王配アルバート公を象った像。
ヴィクトリア女王が夫の死を悼み、像の向かいにあるロイヤル・アルバート・ホールと共に万博の剰余金で建てられた。建築家ジョージ・ギルバート・スコットによりゴシック・リヴァイヴァル建築様式で設計され、1872年に完成した。
座標: 北緯51度30分09秒 西経0度10分40秒 / 北緯51.50250度 西経0.17778度